# عشق بین‌المللی
عشق جهانی (به انگلیسی: International love) ترانه ای از پیت بول به همراهی کریس براون است . که در ۱۱ کتبر ۲۰۱۱ منتشر شده است . که سبک آن هیپ هاپ و دنس-پاپ است .
ترانه سرای این ترانه آرماندو کریستین پرز، کلود کلی , پیتر بایکل ، سول شاک و شان هرلی هستند .
و تهیه‌کننده های این اثر شان هرلی و سول شاک و پیتر بایکل هستند .
در این ترانه منظور از عشق پیت بول و جهانی شهرت جهانی پیت بول است .
و این ترانه چهارمین آهنگ آلبوم سیاره ی پیت است .